# Apeadeiro de Ramalde
O Apeadeiro de Ramalde foi uma interface das Linhas da Póvoa e Guimarães, que servia a zona de Ramalde, no Distrito do Porto, em Portugal. Foi substituída pela Estação Ramalde do Metro do Porto.

## História

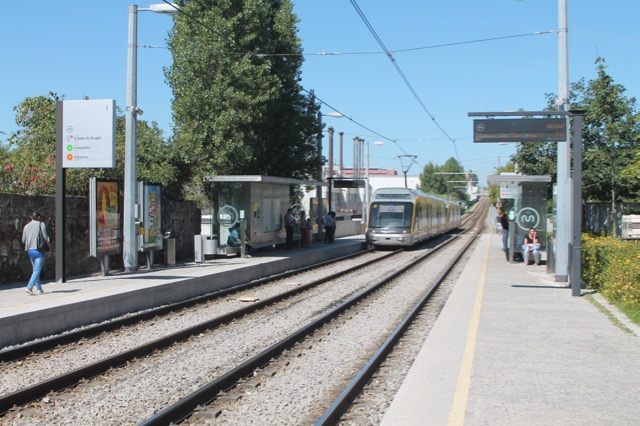
Estação Ramalde do Metro do Porto.

Este apeadeiro situava-se no primeiro troço da Linha da Póvoa, entre a Porto-Boavista e Póvoa de Varzim, que entrou ao serviço em 1 de Outubro de 1875, pela Companhia do Caminho de Ferro do Porto à Póvoa.
Em 28 de Abril de 2001, foi encerrado o lanço da Linha da Póvoa entre a Trindade e a Senhora da Hora, para se iniciarem as obras de instalação do Metro do Porto no antigo canal da linha.